# Azeez Ojulari
Azeez O. Ojulari (Austell, Georgia, 16 de junio de 2000) más conocido como Azeez Ojulari, es un jugador profesional estadounidense de fútbol americano que se desempeña en la posición de linebacker en los Philadelphia Eagles, equipo de la National Football League (NFL).

## Carrera
Fue seleccionado en la segunda ronda en la Reunión Anual de Selección de Jugadores de la NFL de 2021. Hizo su debut profesional con el equipo New York Giants, donde lleva jugando tres temporadas.